# Agrochola
Genre
Agrochola est un genre de lépidoptères (papillons) nocturnes de la famille des Noctuidae et selon les classifications, de la sous-famille des Hadeninae (ou des Noctuinae alors de la tribu des Xylenini) .

## Espèces rencontrées en Europe
- Agrochola (Agrochola) lychnidis (Denis & Schiffermüller 1775)
  - Agrochola (Agrochola) lychnidis aequalis Hacker & Stengel 1996
  - Agrochola (Agrochola) lychnidis lychnidis (Denis & Schiffermüller 1775)
- Agrochola (Agrochola) orejoni Agenjo 1951
- Agrochola (Alpichola) fibigeri Hacker & Moberg 1989
- Agrochola (Alpichola) lactiflora Draudt 1934
  - Agrochola (Alpichola) lactiflora lactiflora Draudt 1934
  - Agrochola (Alpichola) lactiflora wautieri Dufay 1975
- Agrochola (Anchoscelis) deleta (Staudinger 1882)
- Agrochola (Anchoscelis) gratiosa (Staudinger 1882)
- Agrochola (Anchoscelis) helvola (Linnaeus 1758)
- Agrochola (Anchoscelis) humilis (Denis & Schiffermüller 1775)
- Agrochola (Anchoscelis) kindermannii (Fischer v. Röslerstamm 1837)
- Agrochola (Anchoscelis) litura (Linnaeus 1758)
- Agrochola (Anchoscelis) meridionalis (Staudinger 1871)
- Agrochola (Anchoscelis) nitida (Denis & Schiffermüller 1775)
- Agrochola (Anchoscelis) orientalis Fibiger 1997
- Agrochola (Anchoscelis) osthelderi Boursin 1951
- Agrochola (Anchoscelis) pistacinoides (d'Aubuisson 1867)
- Agrochola (Anchoscelis) prolai Berio 1976
- Agrochola (Anchoscelis) rupicapra (Staudinger 1879)
- Agrochola (Anchoscelis) thurneri Boursin 1953
- Agrochola (Anchoscelis) wolfschlaegeri Boursin 1953
- Agrochola (Haemachola) haematidea (Duponchel 1827)
- Agrochola (Leptologia) blidaensis (Stertz 1915)
- Agrochola (Leptologia) lota (Clerck 1759)
- Agrochola (Leptologia) macilenta (Hübner 1809) - Xanthie noisette
- Agrochola (Leptologia) schreieri Hacker & Weigert 1986
- Agrochola (Propenistra) laevis (Hübner 1803)
- Agrochola (Propenistra) mansueta (Herrich-Schäffer 1850)
  - Agrochola (Propenistra) mansueta mansueta (Herrich-Schäffer 1850)
  - Agrochola (Propenistra) mansueta sphakiota L. Ronkay, Yela & Hreblay 2001
- Agrochola (Sunira) circellaris (Hufnagel 1766)